# Полетт Годдар
Меріон Полін Леві (англ. Pauline Marion Levy), відома як Полетт Годдар (англ. Paulette Goddard, 3 червня 1910, Вайтстоун Лендінг, Квінз, США — 23 квітня 1990, Ронко-сопра-Аскона, Тічино, Швейцарія) — американська акторка, модель, кінопродюсерка. Номінантка премії Оскар (1944 р.).

## Біографія
Народилась у Вайтстоун Лендінг Квінзу штату Нью-Йорк. Її батько, Джозеф Расел Леві, був процвітаючим виробником сигар у Солт-Лейк-Сіті, мав єврейське коріння. Мати, Алта Ме Годдар, мала англійське походження і належала до єпископальної церкви. Її батьки розлучилися, коли вона була зовсім малою, мати виховувала Полетт сама, тому вона взяла дошлюбне прізвище матері Годдар.
Вперше вступила в шлюб у 16 років. У 1929 р. почала кар'єру в Голлівуді, де з 1932 р. фактично була цивільною дружиною Чарлі Чапліна. У 1936 році вони таємно одружилися, але вже через 4 роки розійшлися (розлучилися в 1942 р.). Останній (четвертий) шлюб із Ремарком був найдовшим — із 1958 року і до смерті письменника в 1970 році.
Померла 23 квітня 1990 р. у швейцарському Ронко-сопра-Аскона (кантон Тічино).

## Фільмографія
1. 1929: На верхній полиці / Berth Marks — пасажирка
2. 1929: Закриті двері / The Locked Door — дівчина на ромовій лодці
3. 1930: Вупі! / Whoopee! — дівчина з «Goldwyn Girl»
4. 1933: Хутір / The Bowery — блондинка
5. 1933: Римські скандали / Roman Scandals — дівчина з «Goldwyn Girl»
6. 1936: Нові часи / Modern Times — дівчина
7. 1938: Молодий серцем / The Young in Heart — Леслі Сондерс
8. 1939: Жінки / The Women — Міріам Ааронс
9. 1939: Кіт і канарка / The Cat and Canary — Джойс Норман
10. 1940: Великий диктатор / The Great Dictator — Ганна
11. 1940: Північно-західна кінна поліція / North West Mounted Police — Лувет Корбо
12. 1940: Другий хор / Second Chorus — Елен Міллер
13. 1941: Затримайте світанок / Hold Back the Dawn — Аніта Діксон
14. 1946: Щоденник покоївки / The Diary of a Chambermaid — Селестіна
15. 1952: Красуні в Багдаді / Babes in Bagdad — Кіра